# Дребот Іван Захарович
Іван Захарович Дребот (нар. 31 травня 1913, Паланка, Ямпільський повіт — пом. 10 травня 1983, Болшево, Московська область) — підполковник Радянської Армії, учасник радянсько-фінської та Великої Вітчизняної війни, Герой Радянського Союзу (1940).

## Біографія
Іван Дребот народився 31 травня 1913 року в селі Паланка Ямпільського повіту Подільської губернії в сім'ї селянина. Закінчив неповну середню школу, потім Ленінградський технікум політосвіти, після чого працював завідувачем клубу селища Усть-Іжора (нині Колпінської міської ради Ленінградської області). У 1935 — 1937 роках служив у Червоній Армії. Закінчив школу молодших командирів. У 1939 році Дребот був повторно призваний до армії. Брав участь у радянсько-фінській війні, будучи командиром відділення 168-го стрілецького полку 24-ї стрілецької дивізії 7-ї армії Північно-Західного фронту.
12 лютого 1940 року, коли в бою вибув з ладу командний склад роти, молодший командир Дребот прийняв на себе командування і, увірвавшись із вісьмома бійцями до фінської траншеї, вибив із неї супротивника. У бою він був поранений у ноги, але зміг поставити червоний прапор на панівній висоті.
Указом Президії Верховної Ради СРСР від 11 квітня 1940 року за «зразкове виконання бойових завдань командування на фронті боротьби з фінською білогвардійщиною та виявлені при цьому відвагу та геройство» молодший командир Іван Дребот був удостоєний високого звання Героя Радянського Союзу з врученням медалі «Золота Зірка» за номером 397.
Після закінчення війни Дребот продовжив службу у Радянській Армії. Брав участь у Великій Вітчизняній війні. В 1942 році закінчив прискорений курс Військової академії зв'язку, в 1950 — Вищу офіцерську школу зв'язку. У 1965 році в званні підполковника Дребота було звільнено в запас. Проживав у селищі Болшево (нині — у межах міста Корольов Московської області), працював контролером відділу технічного контролю на заводі в Митищах. Помер 10 травня 1983 року.
Був також нагороджений орденом Червоної Зірки та низкою медалей.